# 布雷肯里奇 (德克薩斯州)
布雷肯里奇（英語：Breckenridge）是一個位於美國德克薩斯州斯蒂芬斯縣的城市。根據2010年美國人口普查，該地共人口5780人，而該地的面積約為10.80平方千米。同時該地也是斯蒂芬斯縣的縣治。

## 地理
布雷肯里奇的座標為32°45′24″N 98°54′20″W / 32.75667°N 98.90556°W，而該地的平均海拔高度為367米（即1204英尺）。